# Pont de Saint-Nazaire
Le pont de Saint-Nazaire est un pont routier français à haubans multicâbles en éventail qui enjambe l'estuaire de la Loire et relie la ville de Saint-Nazaire (au quartier de Penhoët, via la commune de Montoir-de-Bretagne où le pont prend réellement pied) sur la rive droite au nord, à Saint-Brevin-les-Pins sur la rive gauche au sud. Le pont, supportant la Route bleue (D 213), est inauguré le 18 octobre 1975.
L'appellation « pont de Saint-Nazaire » est un nom d'usage proprement dit, car ce pont n'a pas de nom officiel, contrairement par exemple au pont d'Aquitaine.
L'ouvrage métallique haubané mesure 720 m ; l'ensemble des ouvrages, avec les viaducs d'accès, représente une longueur totale de 3 356 m, ce qui fit du pont de Saint-Nazaire le plus long pont de France durant près de 50 ans, avant l'ouverture de la nouvelle route du littoral à la Réunion.

## Histoire
Quand est lancé un projet de pont, le franchissement de l'estuaire de la Loire entre le port de Saint-Nazaire et Mindin, lieu-dit au nord-ouest du territoire de Saint-Brevin-les-Pins, s'effectue au moyen de trois bacs, le Saint-Brevin, le Saint-Christophe et le Portland, sur un trajet ouest-est d'environ quatre kilomètres. Ce service sera supprimé avec la mise en service du pont ; un entrepreneur privé tentera quelque temps de faire survivre cette liaison au moyen d'une vedette, mais renoncera vite par manque de rentabilité.
Pour pouvoir financer le pont, son inscription au IVe plan quinquennal est proposée, mais refusée. Le conseil général de la Loire-Atlantique doit donc recourir à un financement privé. Une société anonyme d'économie mixte (SAEM) est créée, et une concession lui est alors cédée, avec un terme prévu en 2010. Chaque année, le conseil général verse une subvention (entre 5 et 21 millions de francs) à l'organisme. Le 4 novembre 1971, la première pierre de l'ouvrage est posée par Jacques Chaban-Delmas, alors Premier ministre. Les travaux commencent réellement en mars 1972.
L'ouvrage ne sera mis en service qu'à l'automne 1975, mais la diffusion massive de cartes postales dans les commerces des environs créent une confusion dans des esprits les mois qui précédent, notamment ceux de touristes, nombreux sur les côtes d'Amour et de Jade. Sur le cliché du pont, encore en construction, mais dont on voulait déjà éditer une vue en carte postale, manquait la partie centrale du tablier. Un graphiste l'a habilement retouché, ajoutant la section manquante, faisant ainsi croire à certains usagers, qui se présentent aux extrémités du chantier, que le pont est déjà franchissable.
Après trois ans de construction, le pont est mis en service, le 18 octobre 1975, développant considérablement les échanges entre le nord et le sud de l'estuaire.
Avec sa travée centrale de 404 m de longueur, le tablier métallique de 720 m détient, à sa construction et durant huit ans, le record mondial de portée pour un pont métallique haubané.
Dès l'origine, la présence d'un péage pour franchir l'ouvrage suscite des oppositions. Le jour de l'inauguration, un millier de personnes bloquent l'accès. De ce fait, aucune personnalité ne procède à une cérémonie officielle. Mais en août 1975, quelques jours avant l’inauguration au public, deux éléphants du cirque Pinder viennent « tester » la solidité du pont en circulant dessus.
En 1991, le pont de Cheviré, situé à l'ouest de Nantes, est inauguré. Étant gratuit, ce nouvel ouvrage devient un concurrent pour le pont de Saint-Nazaire, qui voit son trafic — et donc ses recettes — baisser.
En 1992, le conseil général de la Loire-Atlantique prend le contrôle de la SAEM du pont de Saint-Nazaire, concessionnaire de la construction et de l'exploitation de l'ouvrage, en rachetant les 130 000 actions du privé, pour un montant de 104 millions de francs. Le 30 septembre 1994, le président du conseil général, Luc Dejoie, s'acquitte du dernier ticket de péage, pour la somme de dix francs. L'accès au pont devient à partir de cette date gratuit par suppression du péage, le 1er octobre 1994, seize ans avant la date prévue.
L'ouvrage est incorporé au patrimoine routier du conseil général de la Loire-Atlantique qui dorénavant en assure la gestion et l'entretien depuis le 1er août 1995.

## Caractéristiques de la construction

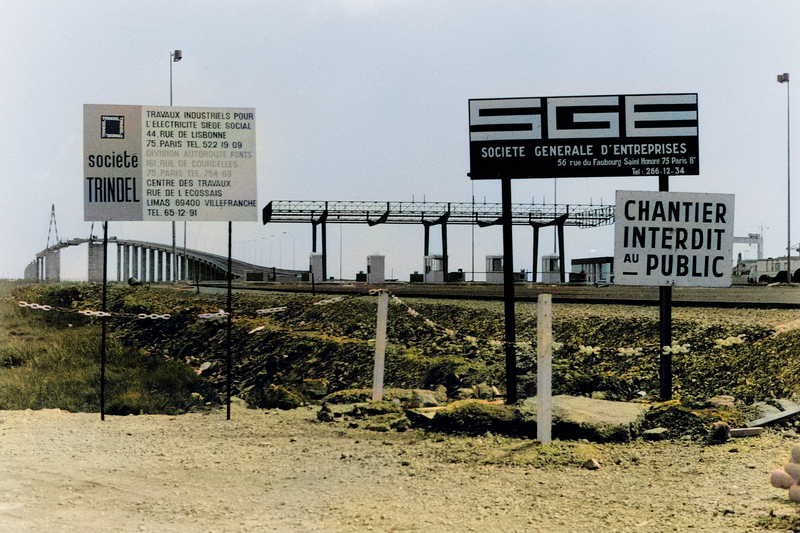

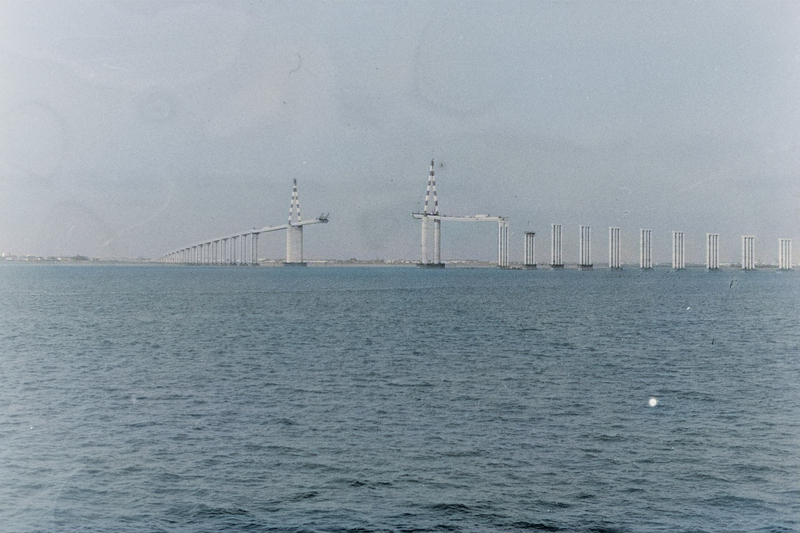
Pont de St Nazaire en construction

L'ouvrage est constitué de deux viaducs d'accès en béton précontraint de 1 115 m au nord et de 1 521 m au sud, et d'un ouvrage principal métallique haubané central de 720 m de long. Il est emprunté par la Route bleue.
La construction du pont est confiée au groupement d'entreprises :
- Construction métallique : Compagnie française d'entreprises métalliques (CFEM) ;
- Ouvrages en béton : Société générale d'entreprises (SGE). Les fondations sont sous-traitées aux entreprises Morillon-Corvol, Courbot et Dodin Campenon-Bernard.

### Viaduc en béton de type VIPP
Deux viaducs d'accès indépendants à poutres précontraintes (VIPP) :
- 22 travées au nord et 30 travées au sud, de 50,70 mètres de portée ;
- 208 poutres précontraintes de 2,80 m de hauteur et de 190 tonnes ;
- Une largeur de hourdis de 13,5 m entre garde-corps offrant 12 m de largeur roulable (utilisée par trois voies routières), et deux passages de services de 0,75 m ;
- Des pentes longitudinales de 5,6 %.

Montage
Fabrication au sol des poutres sur un chantier de préfabrication, puis transport par camion fardier, et pose au moyen d'un lanceur métallique permettant le ripage transversal.

### Tablier métallique principal

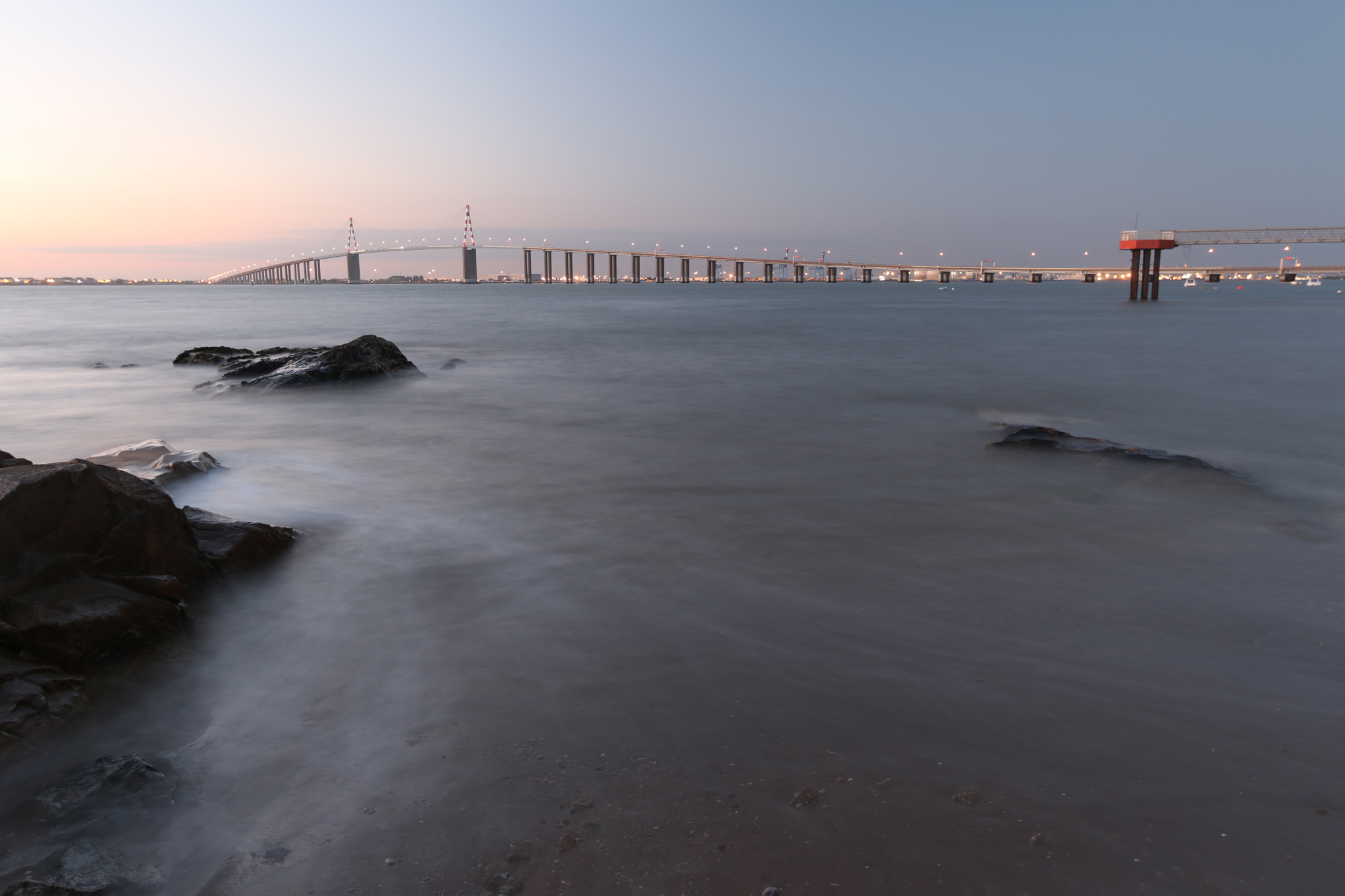
Le pont, vu depuis Saint-Brevin-les-Pins.

- Un caisson métallique haubané de 720 m de long et d'une hauteur de 3,20 m, en trois travées de 158 m latérale, 404 m centrale et 158 m latérale, présentant une dalle orthotrope de 15 m de large ;
- Un tirant d'air de 61 m au-dessus des plus basses eaux, sur 300 m de largeur ;
- 72 haubans, (de type câbles clos avec une gaine de câbles métalliques torsadés autoserrante étanche à l'eau) de quatre nappes en éventails, fixés à deux pylônes métalliques en V inversés, articulés en pied, et dont la tête se situe sensiblement à 130 m au-dessus des plus basses eaux[6].

Montage
- Fabrication des deux tronçons de 96 m de chaque travée de rive, transportées par voie maritime depuis l'usine de Fos, en empruntant le détroit de Gibraltar ;
- Assemblage sur deux barges de chaque travée de rive sur 192 m de longueur (avec porte-à-faux de 34 m en travée centrale) ;
- Hissage du caisson assemblé et de chaque pylône couché, par crémaillères et vérins ;
- Relevage des pylônes ;
- Hissages successifs en travée centrale des tronçons de 16 m et mise en place et réglage à l'avancement des haubans ;
- Clavage.

### Piles

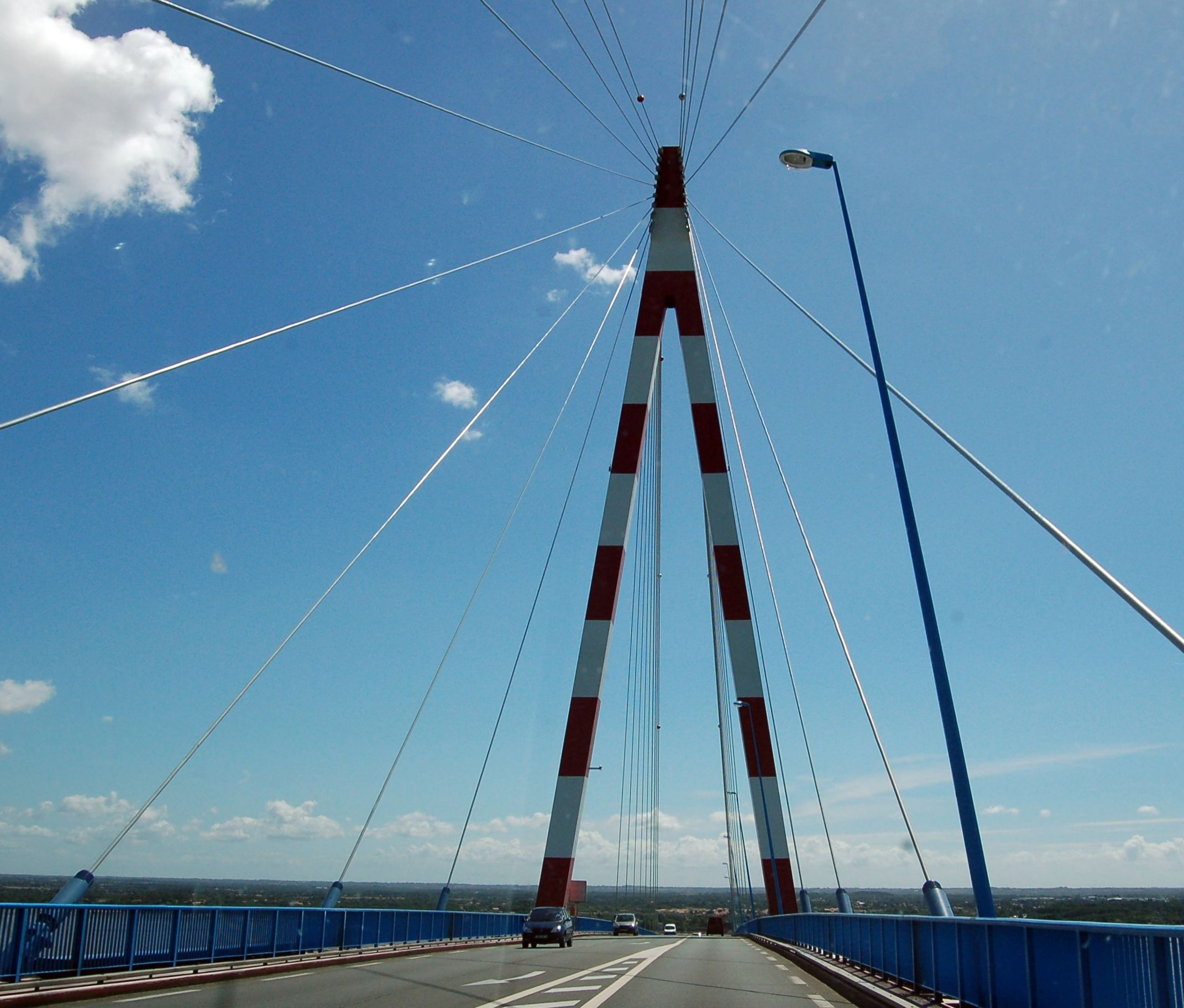
Pylône sud.

- Les piles courantes (52, non compris deux culées) sont constituées de deux fûts en forme de H de 3 m à 57 m de hauteur, reposant sur une semelle fondée sur quatre pieux de 1,80 m ou 1,50 m de diamètre.
- Deux piles principales de part et d'autre du chenal, sont creuses et formées de quatre cellules verticales fondées sur un groupe de 18 pieux de diamètre 1,80 m.
- L'ensemble des pieux en béton armé tubés et ancrés au rocher (environ 260) ont une longueur variable de 15 à 50 m.

Le béton des piles a été coulé au moyen de coffrages glissants.

## Conditions de circulation
Le pont porte trois voies de circulation routière avec de chaque côté, un étroit bas-côté servant de petite bande cyclable et trottoir.
La vitesse y est limitée à 70 km/h, deux radars tronçons sont en service depuis 2012, la mesure est faite à l'avant des véhicules en rapprochement dans le sens nord-sud et à l'arrière des véhicules en éloignement dans le sens sud-nord. La circulation peut être interdite à certains véhicules, voire à tous, par grand vent (dès 80 km/h pour tous les véhicules tractant une remorque et les deux roues motorisés ou non).
Le Conseil général a mis en place un système de gestion des voies du pont (voies réversibles), qui permet au fil de la journée ou en fonction d'évènements ponctuels, de consacrer une deuxième voie au sens de circulation le plus sollicité. Ce système se traduit par des barrières de rabattement, des plots lumineux de couleur rouge incrustés dans le revêtement et des portiques supportant des panneaux signalétiques lumineux (flèche verte/orange ou croix rouge) pour indiquer le sens de circulation affecté à chacune des trois voies.
Unique en France, ce système est entré en service le 25 août 2010 et est considéré comme « expérimental ». En effet, c'est une exigence des services de l’État car le code de la route prévoit une signalisation blanche au sol. Le département de la Loire-Atlantique a donc reçu une autorisation pour un an, reconduite tous les ans depuis,.
Deux points sont néanmoins à améliorer :
- le balisage lumineux au sol rencontre un problème de surchauffe[14] ;
- l'intensification du trafic pendant la saison estivale qui, malgré ce nouveau système, provoque de nombreux bouchons[15].

Afin de proposer un mode de traversée alternatif pour les piétons et pour les cyclistes durant la haute saison (en juillet et août, auparavant de mai à septembre), le département de Loire Atlantique propose une navette gratuite avec remorque qui permet la traversée de l'ouvrage en toute sécurité. Des usagers, comme l'association Place au vélo Estuaire et le collectif des usagers cyclistes du pont, demandent une amélioration des conditions de franchissement à vélo et la création d'une ligne de bus. Ils ont organisé une traversée collective à vélo le 6 octobre 2024.
Les seules lignes régulières d'autocars empruntant le pont et assurant des liaisons inter-urbaines entre Saint-Nazaire et le pays de Retz, sont ceux du réseau Aléop (lignes 315, 316 et 317). Les véhicules de la ligne 317 sont équipés d'emplacements réservés pour huit vélos.

## Sport
Ce pont présente une difficulté non naturelle majeure dans des courses cyclistes. Ainsi, elle constitue la seule côte artificielle à être répertoriée lorsqu'elle est franchie (en 4e catégorie) sur la route du Tour de France[réf. nécessaire].
Il est franchi par le Tour de France en 1993, en 1997, en 1999, en 2000 et en 2011.
Durant la 2e étape du Tour de France 1999, entre Challans et Saint-Nazaire, Francisco Cerezo (Vitalicio Seguros) prend tête au sommet, suivi de François Simon (Crédit Agricole) et Axel Merckx (Mapei-Quick Step à la suite de la scission du peloton par une chute sur le passage du Gois, en début d'étape ; ils remportent, respectivement, 6, 4 et 2 points pour le classement de la montagne.
En 2000, le Tour propose un contre-la-montre par équipe, entre Nantes et Saint-Nazaire, avec un passage par le pont. C'est l'équipe ONCE qui remporte l'étape devant l'US Postal Service et la Team Deutsche Telekom. Laurent Jalabert endosse le maillot jaune à l'issue de cette étape.
Depuis 2017, une épreuve de course à pied, les Foulées du pont de Saint-Nazaire, y est également organisée.

## Galerie

Photos
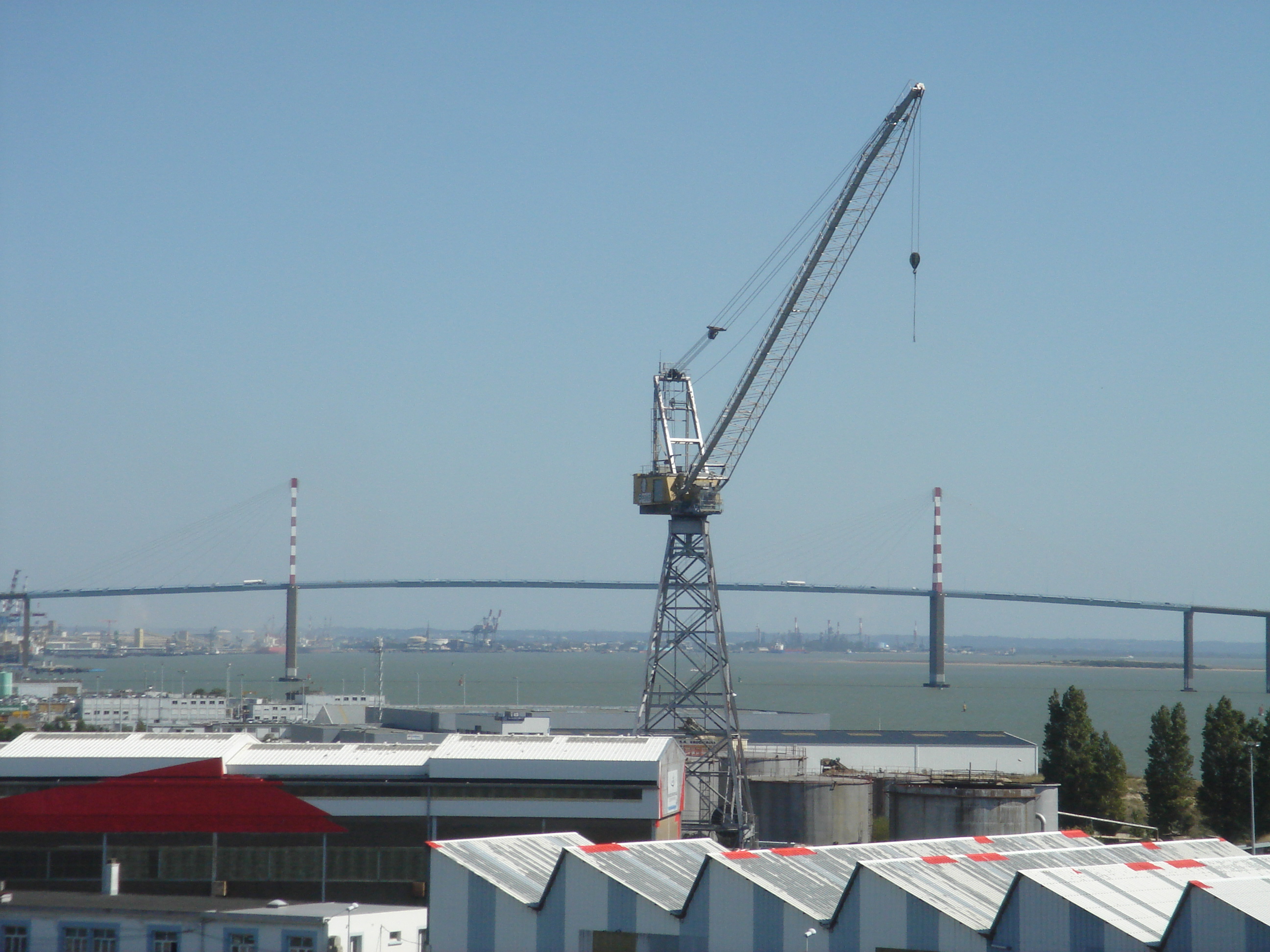
Vu de la base sous-marine.
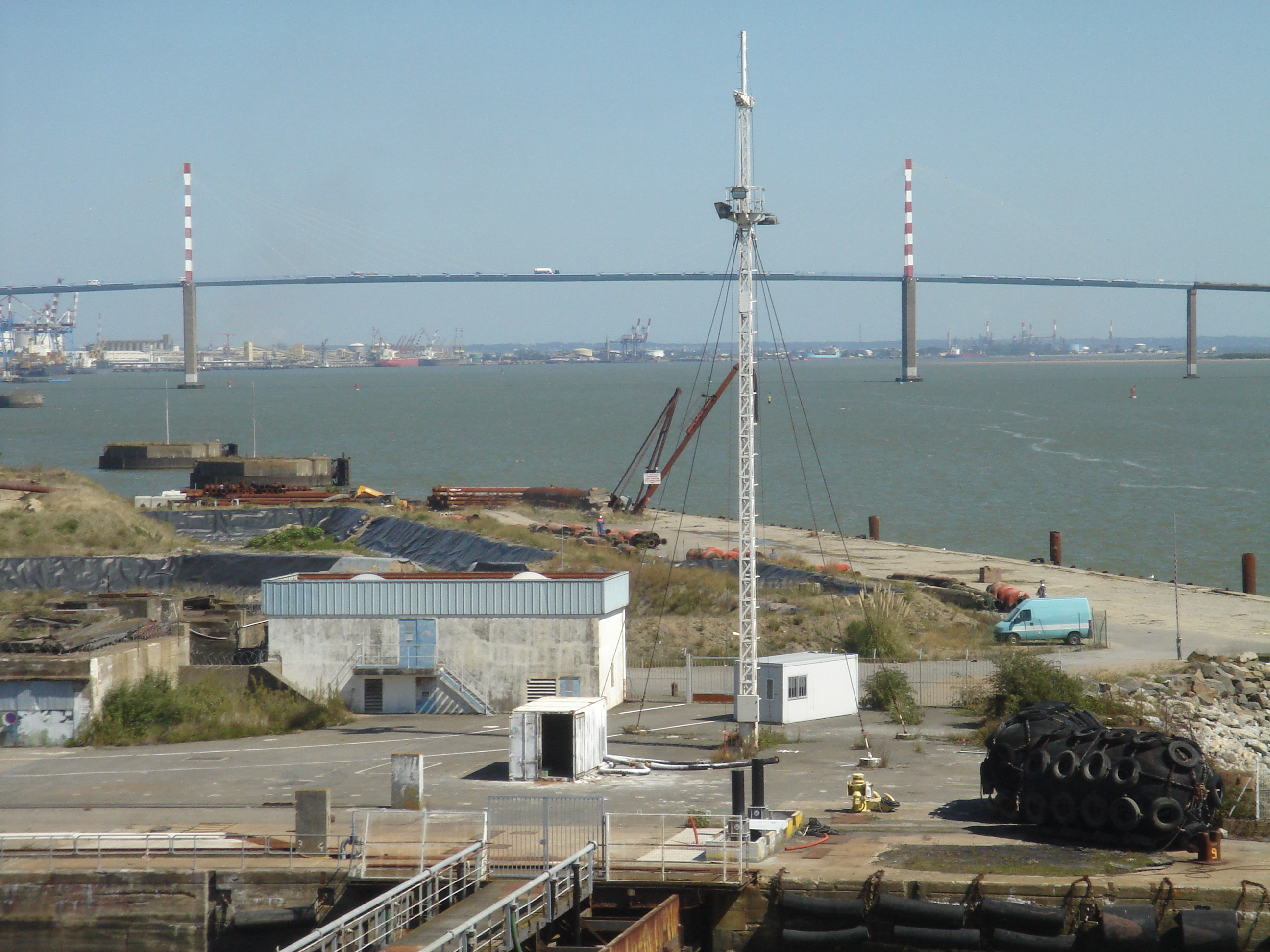
Vu du port.
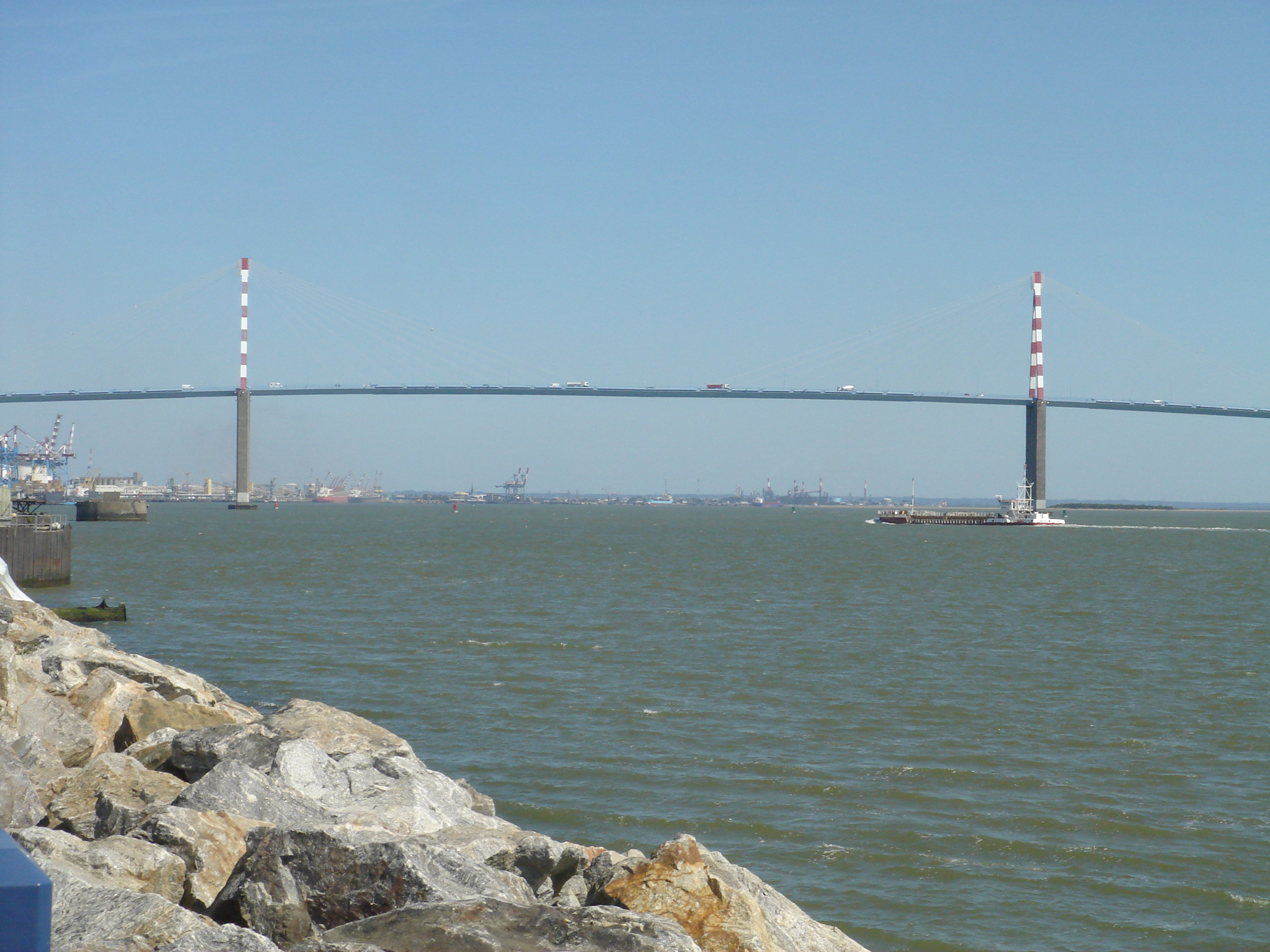
Vu de Saint-Nazaire.
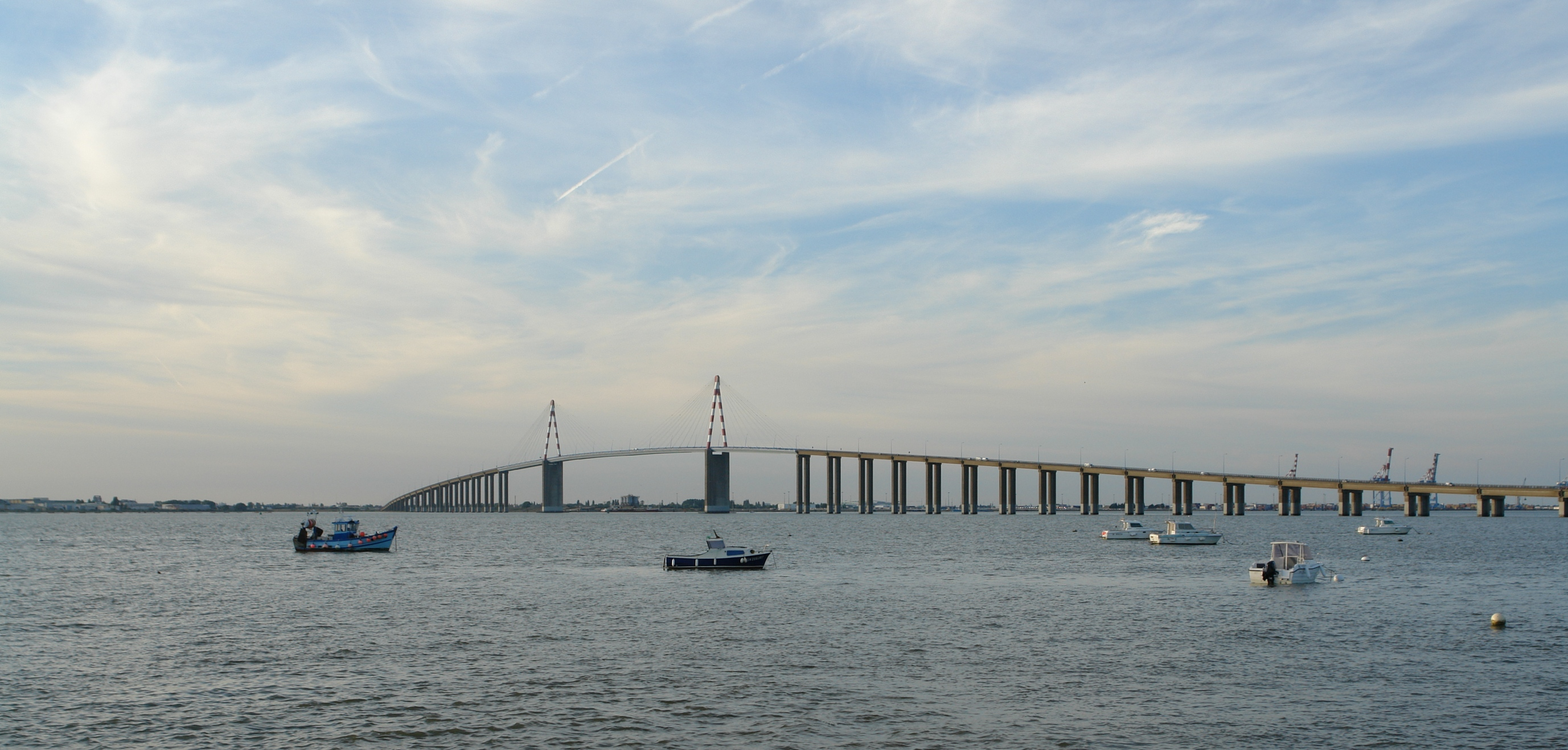
Vu de Saint-Brevin.
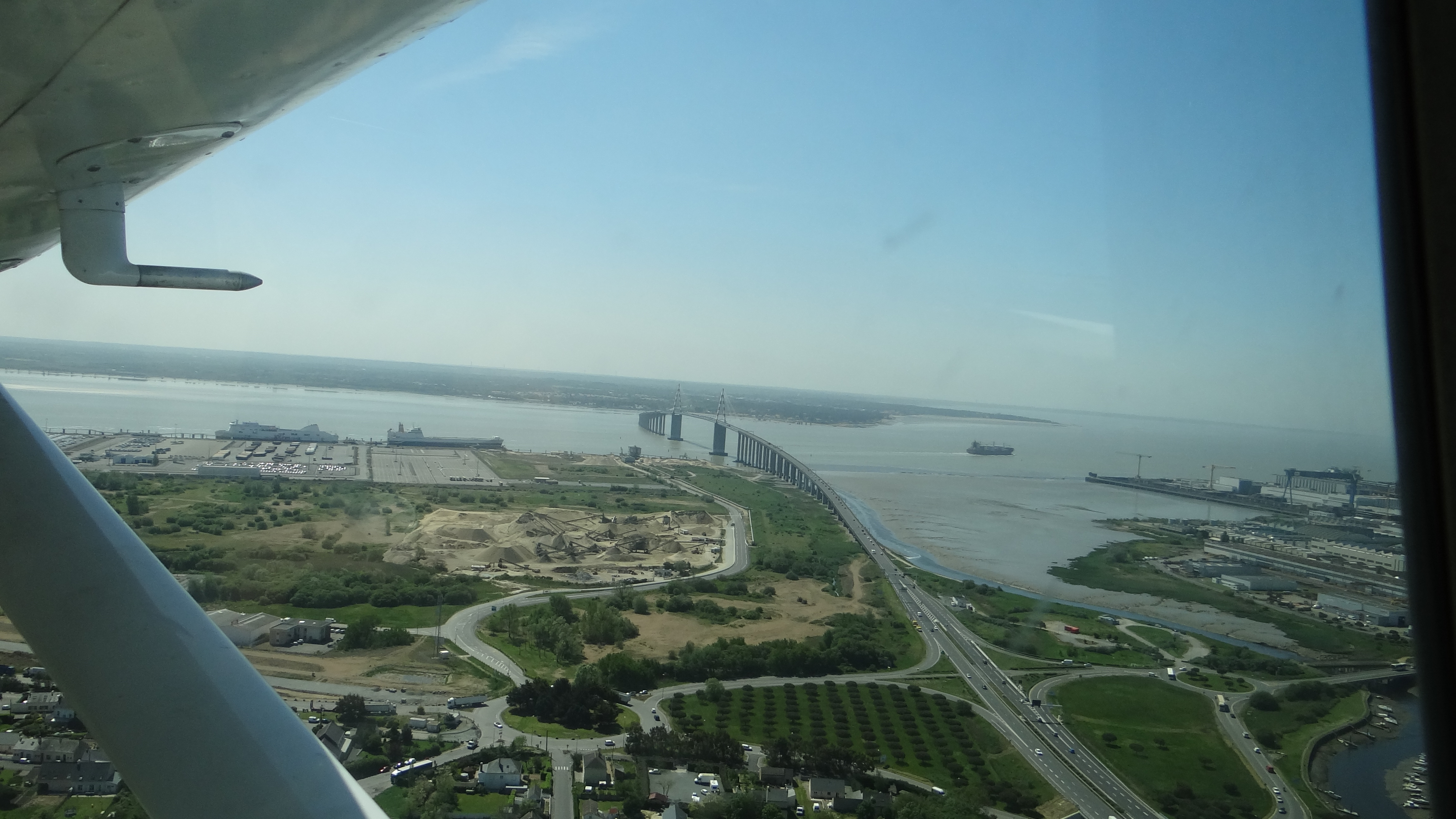
Vue aérienne : le pont et les chantiers navals à droite.

- Vidéos
- Vidéo du passage sous le pont.
- Franchissement nord-sud.